# Gavorrano
Gavorrano ist eine italienische Gemeinde mit 8301 Einwohnern (Stand 31. Dezember 2023) in der Provinz Grosseto in der südlichen Toskana.

## Geografie

Lage der Gemeinde Gavorrano in der Provinz Grosseto

Gavorrano liegt in einer hügeligen Landschaft etwa 17 km südlich von Massa Marittima am Südrand der Colline Metallifere und ebenso weit östlich von Follonica am Tyrrhenischen Meer. Der Ort liegt etwa 25 km nordwestlich der Provinzhauptstadt Grosseto und 98 km südlich der Regionshauptstadt Florenz in der Maremma und den Colline Metallifere in der klimatischen Einordnung italienischer Gemeinden in der Zone D, 1 748 GG. Durch das Gemeindegebiet fließt der Fluss Bruna (13 von 41 km). Weitere wichtige Gewässer im Gemeindegebiet sind die Torrenti  Carsia (8 von 17 km im Gemeindegebiet) und Sovata (14 von 20 km im Gemeindegebiet).
Zu den Ortsteilen zählen Bagno di Gavorrano (40 m, ca. 3000 Einwohner), Caldana (178 m, ca. 1000 Einwohner), Castellaccia (24 m, ca. 80 Einwohner), Filare (100 m, ca. 440 Einwohner), Giuncarico, Grilli (20 m, ca. 270 Einwohner), Potassa (70 m, ca. 160 Einwohner) und Ravi (209 m, ca. 260 Einwohner). Der Hauptort selbst hat ca. 800 Einwohner.
Die Nachbargemeinden sind Castiglione della Pescaia, Grosseto, Massa Marittima, Roccastrada und Scarlino.

## Gemeindegliederung
Außer dem Kernort (capoluogo) gehören folgende Ortsteile (frazioni) zum Gemeindegebiet:
- Bagno di Gavorrano liegt in der Ebene. Der Name geht auf eine heiße Quelle zurück, die nicht mehr besteht.
- Caldana ist ein mittelalterlicher borgo mit einer Renaissancekirche (San Biagio), deren Fassaden- und Innenraumgestaltung Schülern von Michelangelo zugeschrieben wird. Die Renaissancekunst ist selten in der südlichen Toskana vertreten.
- Castellaccia liegt in der Ebene, auf dem Weg zur Montemassi.
- Filare liegt auf den Hügeln zwischen Bagno und dem Zentrum von Gavorrano.
- Giuncarico ist ein mittelalterlicher borgo auf einem Hügel.
- Grilli liegt in der Ebene.
- Potassa liegt in der Ebene, in der Nähe des Bahnhofs.
- Ravi ist ebenfalls ein mittelalterlicher borgo auf einem Hügel.

## Geschichte

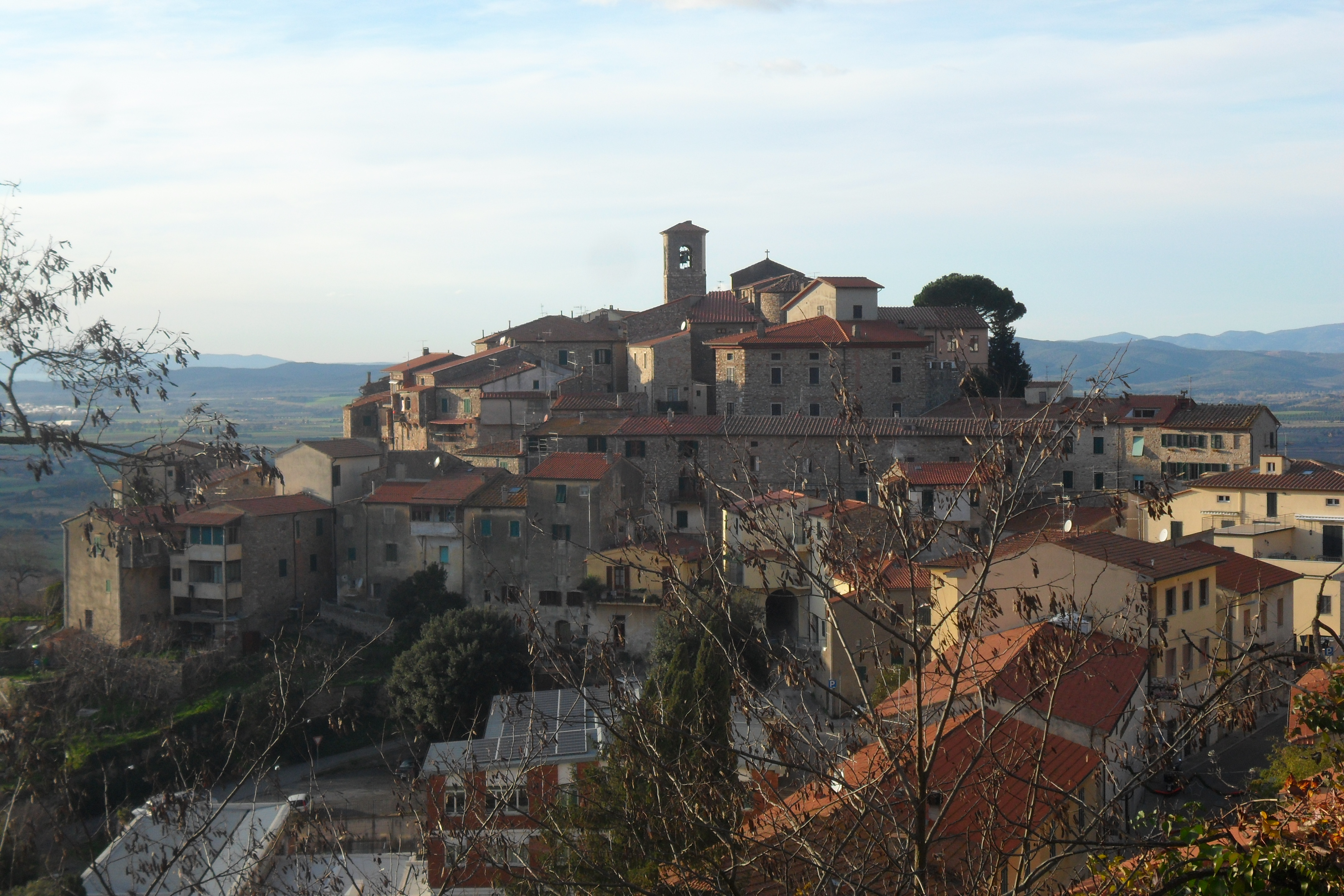
Die Altstadt von Gavorrano

Über eine Besiedlung in der Antike ist nichts bekannt. Die ersten gesicherten Daten gehen auf das 9. Jahrhundert zurück, als Graf Alberto di Mangona das Gebiet als Lehen von Karl dem Großen erhielt. In einem Dokument von 1164 wird ein Kastell erwähnt, mit dem Friedrich I. einen anderen Albert von Mangona belehnt. Es ist nicht klar, ob es das gleiche Kastell ist, das später von dem Grafengeschlecht der Pannocchieschi gehalten wird.
1188 wird das Dorf Gavorrano durch eine Bulle von Papst Clemens III. selbstständige Gemeinde; kirchlich unterstand diese dem Bischof von Grosseto.
1278 wird Graf Nello Pannocchieschi Bürgermeister (podestà) von Gavorrano. Um den Stammsitz dieser Familie, das Castello di Pietra (ca. 15 km nordöstlich von Gavorrano zwischen Via Aurelia und Ribolla), ranken sich einige Legenden, die Dante in Abschnitt V, 133–136, des 2. Buches Purgatorio ("Fegefeuer") seiner Divina Commedia aufgriff. In wenigen Zeilen wird angedeutet, dass Nello Pannocchieschi, der Margarita von Aldobrandeschi nachweislich heiratete, als er schon mit Pia de’ Tolomei aus Siena verlobt war, Pia auf seiner Burg tötete:
... ricorditi di me, che son la Pia;
Siena mi fé, disfecemi Maremma
 salsi colui che 'nnanellata pria
disposando m'avea con la sua gemma.
("Erinnere dich an mich, dass ich die Pia bin. Siena schuf mich, es zerstörte mich die Maremma. Derjenige weiß es, der mir zuerst den Ring gab und mir dann mit seinem Edelstein die Ehe versprach").
Der Wahrheitsgehalt dieser Geschichte, die genauen Umstände von Pias Tod sowie die Motive der handelnden Personen sind umstritten; überliefert ist ein Sprung (oder Sturz) aus dem Turm, in dem sie eingesperrt gewesen sein soll und bei dem Nello nachgeholfen mag oder auch nicht. Die Person der Pia di Tolomei aus Siena ist auch nicht zweifelsfrei identifizierbar; Indiz sind allein zeitlich passende Keramikgegenstände aus dem Hause Tolomei, die auf der Burg gefunden wurden. Dennoch beschreibt das Klagelied der Pia aus dem Jenseits, das in Italien zum allgemein bekannten Zitatenschatz gehört, nach herrschender Auffassung einen Mord auf Grund eines Liebesdramas.
Als die Pannocchieschi im frühen 14. Jahrhundert die Gegend verließen, traten sie die Rechte an die Freie Republik Massa Marittima ab. 1335 durch Siena erobert, teilte die Gemeinde fortan das Schicksal dieser Republik: 1555 Eroberung durch Florenz, 1569 Eingliederung ins Großherzogtum Toskana, ab 1737 habsburgisch und ab 1860 zum italienischen Nationalstaat gehörig.

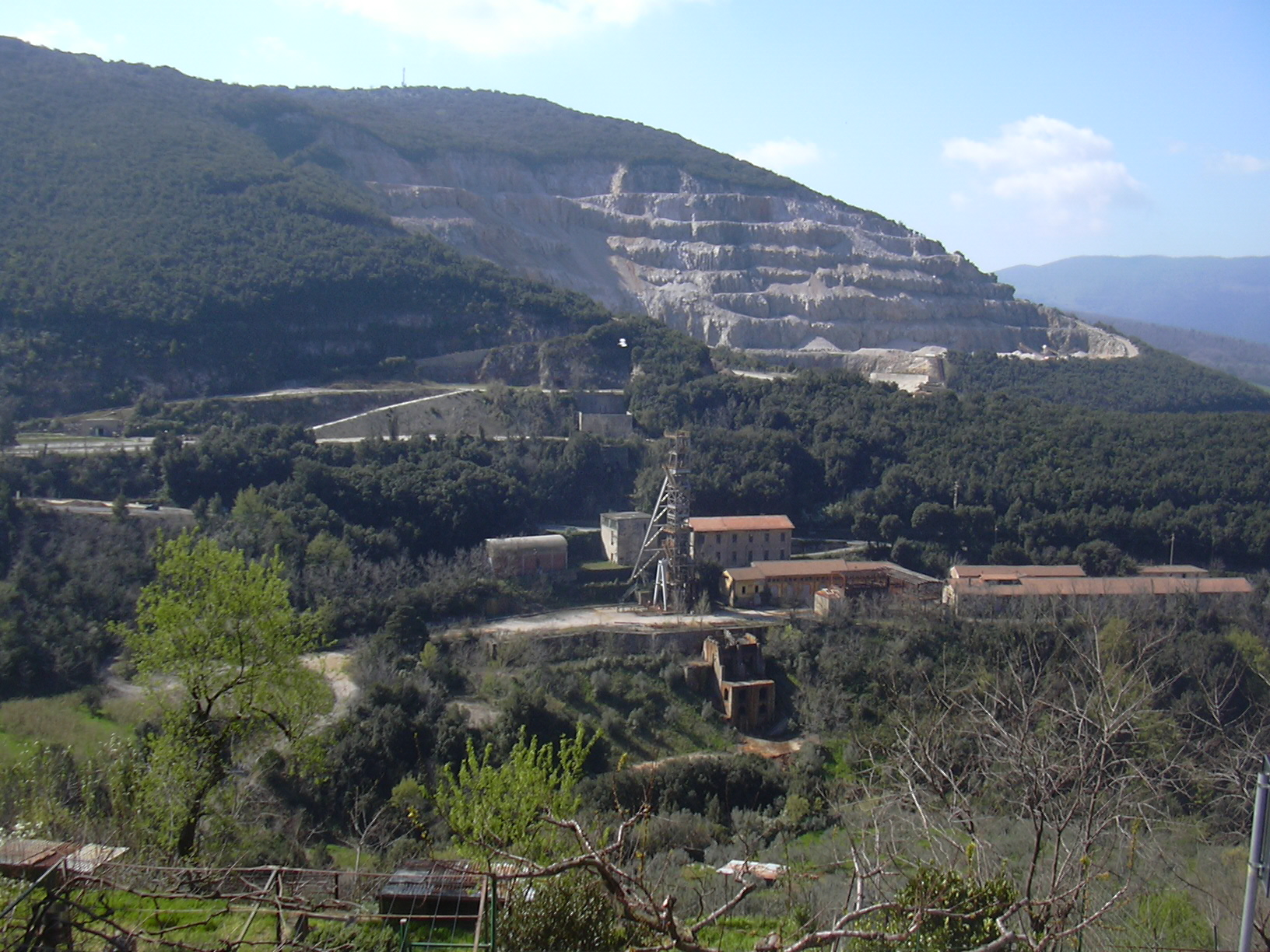
Förderanlagen und Steinbruch des Bergwerks

Der Aufstieg Gavorranos als Sitz eines der größten Pyrit-Bergwerke Europas begann Ende des 19. Jahrhunderts. Damals wurde der Pyrit von Francesco Alberti, einem ehemaligen Mitstreiter Garibaldis, entdeckt. Der Abbau begann 1898 und war seit 1910 in der Hand der Firma Montecatini S.p.A. Die Gesamtmenge des abgebauten Pyrits bis zur Schließung des Werkes im Jahre 1984 wird auf 27 Mio. Tonnen geschätzt.
Die Minen von Gavorrano, die unterirdisch mit weiteren Minen des Ortsteils Ravi auf 250 km Stollen verbunden sind, waren der wichtigste Arbeitgeber der Region. Tourismus spielt erst seit den 90er Jahren eine Rolle. Die aufgegebenen Bergwerksanlagen sind seit 2003 in einem Parco Minerario Naturalistico di Gavorrano als Museum aufbereitet und mit Führung zu besichtigen.
Im nahegelegenen Steinbruch ist ein Freilichttheater "Teatro delle Rocce" entstanden. In den Sommermonaten finden hier zahlreiche Konzerte, Theateraufführungen etc. statt.

## Sehenswürdigkeiten

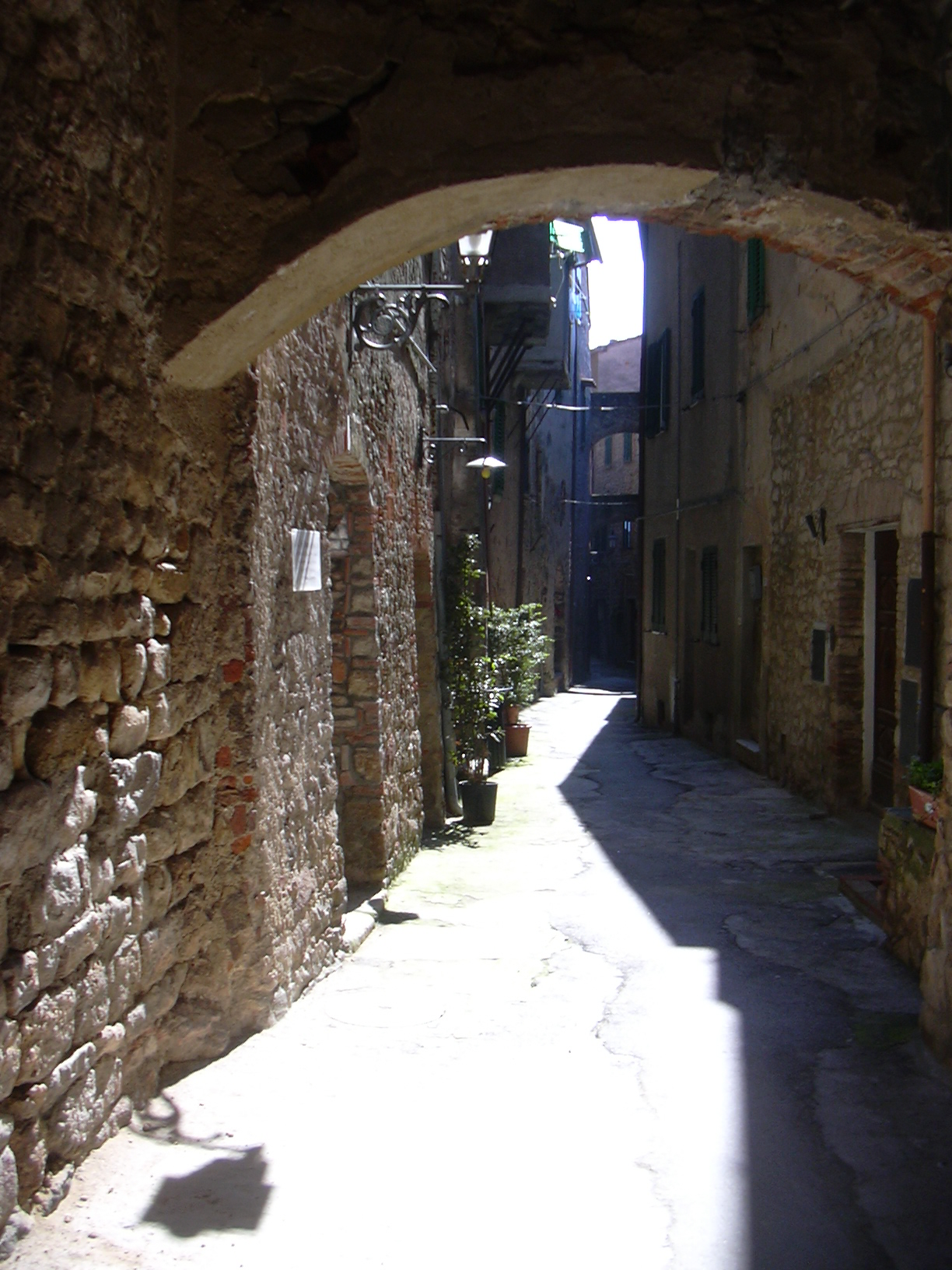
Via Pannocchieschi

Der Kernort liegt als mittelalterlicher borgo hoch auf einem Hügel. Von der Piazza della Resistenza öffnet sich ein weiter Blick in die Ebene auf den Ortsteil Bagno di Gavorrano.
- Von der Stadtbefestigung sind Mauerreste und  einige Türme erhalten.
- Von den mittelalterlichen Gassen mit Schwibbögen ist eine nach dem Grafen Nello Pannocchieschi benannt.
- Am Palazzo del Podestà erinnert eine Inschrifttafel mit den bekannten Zeilen Dantes an das Drama um Nello und Pia im Castello di Pietra.
- Die dem Schutzpatron der Gemeinde geweihte Kirche stammt aus dem 17. Jahrhundert und ersetzt einen älteren Vorgängerbau; die Gestaltung von Apsis und Fassade geht auf den Anfang des 19. Jahrhunderts zurück. Das dreischiffige Innere birgt eine senesische Madonna mit Kind von Giovanni d’Agostino (um 1336, 2006 im Zuge einer Kirchenrenovierung vorübergehend entfernt).
- An der Rathausfassade erinnert eine Gedenktafel an Giuseppe Bandi, der am 15. Juli 1834 hier geboren wurde (verstorben 1894 in Livorno). Er war Literat, Jurist und Gründer der Zeitung Il Telegrafo.
- Das ursprünglich den Heiligen Kosmas und Damian geweihte Oratorium vom Allerheiligsten Sakrament (Oratorio del Santissimo Sacramento) geht auf das 14. Jahrhundert zurück; der einschiffige Bau mit Tonnengewölbe trägt eine Fassade aus dem 19. Jahrhundert mit zwei kleinen Fenstern und Oculus. Im Inneren sind keine Werke aufbewahrt.
- Bruna-Staumauer, ehemalige Staumauer aus dem 15. Jahrhundert am Fluss Bruna.

## Lokale Feste
- Il Salto della Contessa (= Sprung der Gräfin) an dem 6. August folgenden Sonntag ist ein historisches Fest, das die tragische Geschichte um Graf Nello und Pia thematisiert. Auf einen Umzug mit Fahnenträgern folgt ein Pferde-Wettrennen (Palio nach der Art – aber nicht in der Größe und Bedeutung – desjenigen von Siena) zwischen den Contraden (Ortsvierteln) Tolomei und Pannocchieschi. Außer der einheimischen Bevölkerung nehmen an diesem Spektakel auch regelmäßig Touristen teil.
- Polenta-Kirmes am letzten Wochenende im Oktober im Ortsteil Bivio Ravi.
- Herbstfest im Oktober/November im Ortsteil Caldana mit folkloristischen Darbietungen und Probierständen mit lokalen Produkten (Steinpilze, Wildschwein, Esskastanien)

## Sport
Der örtliche Fußballverein US Gavorrano stieg 2010 in die viertklassige Lega Pro Seconda Divisione auf. In der Saison 2016/2017 glückte der Aufstieg in die dritthöchste Klasse (Lega Pro). Die Heimspiele in der Lega Pro werden in Grosseto ausgetragen.

## Tourismus

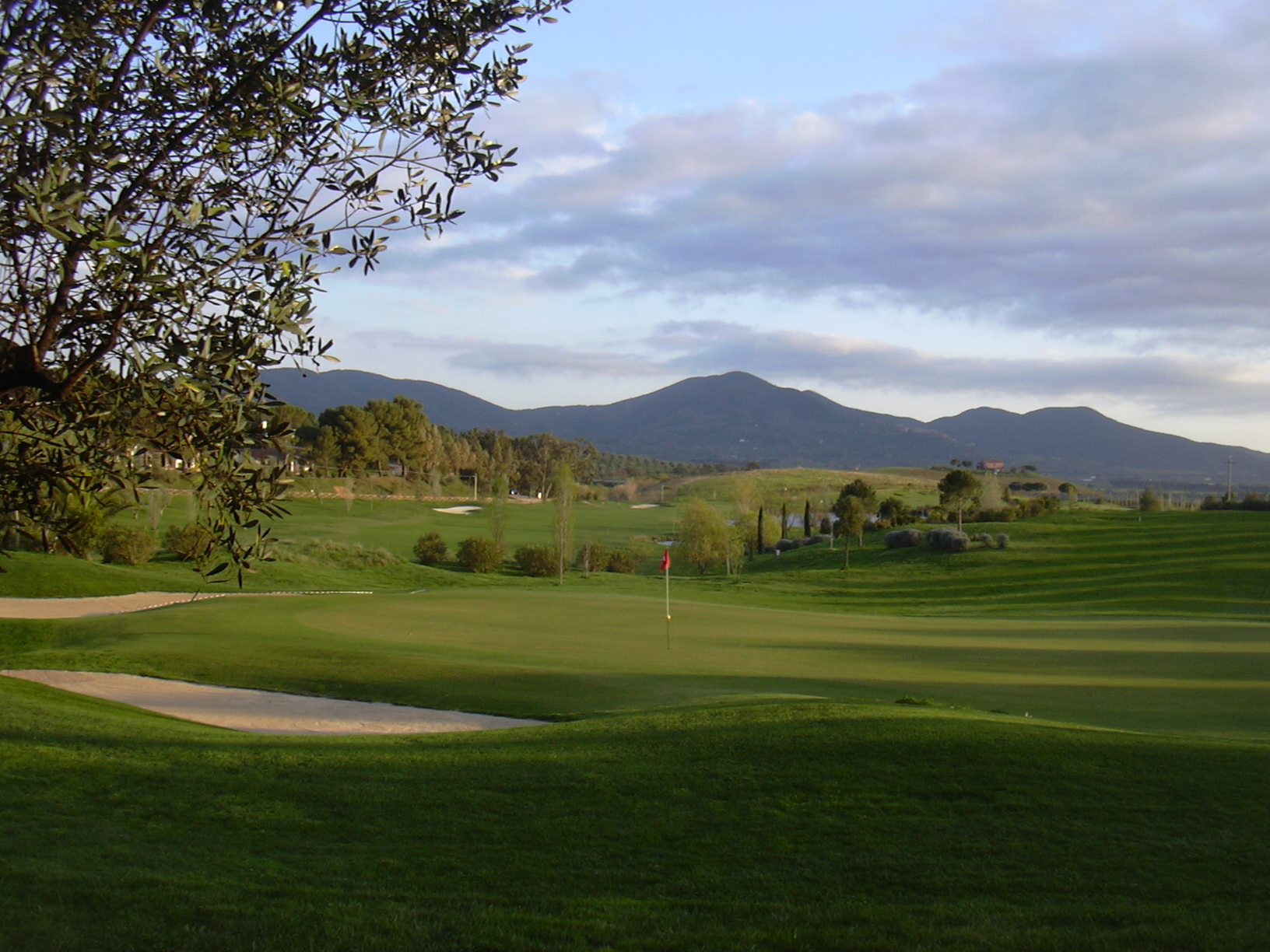
Colline Metallifere Grossetane, gesehen vom Golfplatz (Loch 5)

Der Tourismus der ehemaligen Bergbau-Gemeinde Gavorrano, die über keinen Ortsteil am Meer verfügt, hat erst Ende des 20. Jahrhunderts eingesetzt. Ferienwohnungen und Agrotourismus sind im Angebot für Individualisten, die die Natur der Hügellandschaft, die maremmanische Gastronomie und Weinkultur entdecken.
Hauptattraktion ist der 2003 eingerichtete Naturpark rund um die aufgegebenen Minen (Parco Minerario Naturalistico di Gavorrano). Innerhalb dieses Geländes gibt es auch ein Freilichttheater mit Aufführungen im Sommer.

## Natur und Weinbau
Wegen ihrer Bodenschätze werden diese Hügel manchmal noch als südlicher Fortsatz der Colline Metallifere oder als Colline Metallifere Grossetane bezeichnet. In den nahen Wäldern findet sich noch eine intakte Tierwelt (Damwild, Füchse, Wildschweine). Auf den landwirtschaftlich genutzten Flächen wechseln durch Zypressenhecken abgegrenzte Olivenplantagen mit Weinanbauflächen. Südlich von Gavorrano verläuft Abschnitt B der strada del vino des DOC-Weinanbaugebiets Monteregio di Massa Marittima mit über 300 ha Rebfläche, auf der zu 80 % Sangiovese gestockt wird, in geringerem Umfang aber auch Trebbiano, Malvasia und Vermentino.